# 1992년 하계 올림픽 레슬링
1992년 하계 올림픽 레슬링(스페인어: Lucha en los Juegos Olímpicos de 1992)은 1992년 하계 올림픽의 정식 종목으로 진행된 레슬링 경기로 1992년 7월 26일부터 8월 7일까지 스페인 바르셀로나에서 열렸다.

## 경기장
- 인스티투트 나시오날 데두카시오 피지카 데 카탈루냐

## 메달 집계
| 순위 | 국가                         | 금메달 | 은메달 | 동메달 | 합계 |
| ---- | ---------------------------- | ------ | ------ | ------ | ---- |
| 1    | 연합 (EUN)                   | 6      | 5      | 5      | 16   |
| 2    | 미국 (USA)                   | 3      | 3      | 2      | 8    |
| 3    | 대한민국 (KOR)               | 2      | 1      | 1      | 4    |
| 4    | 쿠바 (CUB)                   | 2      | 0      | 3      | 5    |
| 5    | 조선민주주의인민공화국 (PRK) | 2      | 0      | 3      | 5    |
| 6    | 헝가리 (HUN)                 | 2      | 0      | 0      | 2    |
| 7    | 튀르키예 (TUR)               | 1      | 2      | 1      | 4    |
| 8    | 독일 (GER)                   | 1      | 2      | 0      | 3    |
| 9    | 노르웨이 (NOR)               | 1      | 0      | 0      | 1    |
| 10   | 폴란드 (POL)                 | 0      | 2      | 0      | 2    |
| 11   | 이란 (IRI)                   | 0      | 1      | 2      | 3    |
| 12   | 불가리아 (BUL)               | 0      | 1      | 1      | 2    |
| 12   | 스웨덴 (SWE)                 | 0      | 1      | 1      | 2    |
| 14   | 스웨덴 (SWE)                 | 0      | 1      | 0      | 1    |
| 14   | 캐나다 (CAN)                 | 0      | 1      | 0      | 1    |
| 16   | 루마니아 (ROM)               | 0      | 0      | 1      | 1    |
| 16   | 일본 (JPN)                   | 0      | 0      | 1      | 1    |
| 16   | 중화인민공화국 (CHN)         | 0      | 0      | 1      | 1    |
| 합계 | 합계                         | 20     | 20     | 20     | 60   |

### 메달리스트

#### 남자 자유형
| 종목         | 금                              | 은                         | 동                              |
| ------------ | ------------------------------- | -------------------------- | ------------------------------- |
| 48kg 자세히  | 김일 · 조선민주주의인민공화국   | 김종신 · 대한민국          | 부가르 오루제프 · 연합          |
| 52kg 자세히  | 리학선 · 조선민주주의인민공화국 | 지크 존스 · 미국           | 발렌틴 요르다노프 · 불가리아    |
| 57kg 자세히  | 알레한드로 푸에르토 · 쿠바      | 세르게이 스말 · 연합       | 김영식 · 조선민주주의인민공화국 |
| 62kg 자세히  | 존 스미스 · 미국                | 아스카리 모함마디안 · 이란 | 라사로 레이노소 · 쿠바          |
| 68kg 자세히  | 아르센 파자예프 · 연합          | 발렌틴 게초프 · 불가리아   | 아카이시 고세이 · 일본          |
| 74kg 자세히  | 박장순 · 대한민국               | 케니 먼데이 · 미국         | 아미르 레자 하뎀 · 이란         |
| 82kg 자세히  | 케빈 잭슨 · 미국                | 옐마디 자브라일로프 · 연합 | 라술 하뎀 · 이란                |
| 90kg 자세히  | 마하르베크 하다르체프 · 연합    | 케난 심셰크 · 튀르키예     | 크리스 캠벨 · 미국              |
| 100kg 자세히 | 레리 하벨로프 · 연합            | 하이코 발츠 · 독일         | 알리 카얄르 · 튀르키예          |
| 130kg 자세히 | 브루스 바움가트너 · 미국        | 제프리 튜 · 캐나다         | 다비트 고베지슈빌리 · 연합      |

#### 남자 그레코로만형
| 종목         | 금                              | 은                           | 동                           |
| ------------ | ------------------------------- | ---------------------------- | ---------------------------- |
| 48kg 자세히  | 올레크 쿠체렌코 · 연합          | 빈첸초 마엔차 · 이탈리아     | 윌베르 산체스 · 쿠바         |
| 52kg 자세히  | 욘 뢴닝엔 · 노르웨이            | 알프레트 테르므크르찬 · 연합 | 민경갑 · 대한민국            |
| 57kg 자세히  | 안한봉 · 대한민국               | 리파트 일디츠 · 독일         | 성쩌톈 · 중화인민공화국      |
| 62kg 자세히  | 메흐메트 아키프 피림 · 튀르키예 | 세르게이 마르티노프 · 연합   | 후안 마렌 · 쿠바             |
| 68kg 자세히  | 렙커 어틸러 · 헝가리            | 이슬람 두구치예프 · 연합     | 로드니 스미스 · 미국         |
| 74kg 자세히  | 므나차칸 이스칸다랸 · 연합      | 유제프 트라치 · 폴란드       | 토르비에른 코른바크 · 스웨덴 |
| 82kg 자세히  | 퍼르커시 페테르 · 헝가리        | 피오트르 스텡피엔 · 폴란드   | 다울레트 투를리하노프 · 연합 |
| 90kg 자세히  | 마이크 불만 · 독일              | 하크 바샤르 · 튀르키예       | 고기 코구아시빌리 · 연합     |
| 100kg 자세히 | 엑토르 밀리안 · 쿠바            | 데니스 코슬로스키 · 미국     | 세르게이 데먀시케비치 · 연합 |
| 130kg 자세히 | 알렉산드르 카렐린 · 연합        | 토마스 요한손 · 스웨덴       | 이오안 그리고라슈 · 루마니아 |